# Telmosias crito
Telmosias crito är en insektsart som beskrevs av Ronald Gordon Fennah 1967. Telmosias crito ingår i släktet Telmosias och familjen Nogodinidae. Inga underarter finns listade i Catalogue of Life.